# Bill Kazmaier
Bill Kazmaier, pseudonim Kaz (ur. 30 grudnia 1953 w Burlington, Wisconsin) – amerykański zawodnik futbolu amerykańskiego, trójboista siłowy, wrestler i strongman.
Najlepszy amerykański strongman w historii tego sportu. Mistrz Świata Strongman w latach 1980, 1981, 1982. Drużynowy Mistrz Świata Par Strongman w 1988.

## Życiorys
Bill Kazmaier już jako dziecko charakteryzował się masywną posturą. Trenował pchnięcie kulą i bieg na 100 m. Doskonale grał w szkolnej drużynie futbolu amerykańskiego w Burlington High School, a następnie w University of Wisconsin-Madison.
Przerwał studia i zajął się trójbójem siłowym. W 1979 zdobył mistrzostwo USA i mistrzostwo świata IPF w trójboju siłowym. W 1983 zdobył ponownie mistrzostwo świata. Był pierwszym człowiekiem, który w wyciskaniu przekroczył barierę 300 kg.
W latach 80. i na początku lat 90. zajmował się wrestlingiem.
Po zakończeniu czynnego udziału w sporcie prowadził firmę, która zajmowała się dystrybucją sprzętu siłowego oraz utworzył siłownię w mieście Auburn (Alabama), którą zamknął w 2005 r. Następnie otworzył siłownię w mieście Opelika.
Od kilku lat jest komentatorem zawodów siłaczy, w tym Mistrzostw Świata Strongman.

## Mistrzostwa Świata Strongman
Bill Kazmaier wziął udział sześciokrotnie w indywidualnych Mistrzostwach Świata Strongman, w latach 1979, 1980, 1981, 1982, 1988 i 1989. W swoim debiucie na Mistrzostwach Świata Strongman 1979 został trzecim najsilniejszym człowiekiem świata. W swych następnych mistrzostwach, w latach 1980, 1981 i 1982 zdobył tytuły Mistrza Świata Strongman. Po tych zwycięstwach nie był zapraszany do udziału w imprezie aż do 1988 r., gdy zajął drugie miejsce, ustępując jedynie Jónowi Pállowi Sigmarssonowi. W następnym roku, w swoim ostatnim występie był czwarty.
Bill Kazmaier, obok Magnúsa Ver Magnússona, jest zdobywcą największej ilości tytułów Mistrza Świata Strongman z rzędu. W całej historii tych mistrzostw tylko oni dwaj zdobyli po trzy tytuły po kolei.
Klasyfikacja w indywidualnych Mistrzostwach Świata Strongman:
| Rok     | 1979 | 1980 | 1981 | 1982 | 1988 | 1989 |
| ------- | ---- | ---- | ---- | ---- | ---- | ---- |
| Pozycja |      |      |      |      |      | 4.   |

Wymiary:
- wzrost 191 cm
- waga 155 kg
- biceps 58 cm
- klatka piersiowa 152 cm
- kark +56 cm
- talia 102 cm
- udo 81 cm

Rekordy życiowe:
- przysiad 420 kg
- wyciskanie 300,1 kg
- martwy ciąg 402,7 kg

## Osiągnięcia strongman
- 1979
  - 3. miejsce - Mistrzostwa Świata Strongman 1979
- 1980
  - 1. miejsce - Mistrzostwa Świata Strongman 1980
- 1981
  - 1. miejsce - Mistrzostwa Świata Strongman 1981
- 1982
  - 1. miejsce - Mistrzostwa Świata Strongman 1982
- 1985
  - 3. miejsce - Mistrzostwa World Muscle Power
- 1988
  - 1. miejsce - Mistrzostwa World Muscle Power
  - 1. miejsce - Drużynowe Mistrzostwa Świata Par Strongman
  - 2. miejsce - Mistrzostwa Świata Strongman 1988
- 1989
  - 4. miejsce - Mistrzostwa Świata Strongman 1989